# 聖胡安特夸科
聖胡安特夸科（西班牙語：San Juan Tecuaco），是危地馬拉的城鎮，位於該國南部，由聖羅薩省負責管轄，面積80平方公里，海拔高度394米，2002年人口7,895，人口密度每平方公里98.69人。